# 사와무라 사다코

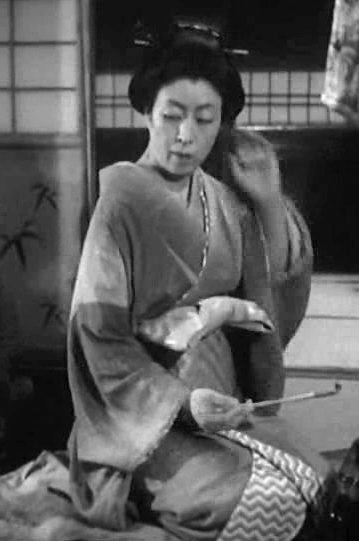

사와무라 사다코(Sadako Sawamura, 1908년 11월 11일 ~ 1996년 8월 16일)는 일본의 배우이다.
도쿄에서 태어났으며 가나가와현에서 사망하였다. 사인은 심근 경색이다.

## 영화
- 세키가하라 (1981년)
- 기아 해협 (1965년)
- 결혼 상담 (1965년)
- 키게키 (1962년)
- 추신구라 - 47로닌 (1962년)
- 사육 (1961년)
- 파도의 탑 (1960년)
- 요시와라의 요녀 이야기 (1960년)
- 가을 햇살 (1960년)
- 범람 (1959년)
- 안녕하세요 (1959년)
- 웬 잇 레인스, 잇 푸어스 (1957년)
- 브라이트 걸 (1957년)
- 적선지대 (1956년) - 타야 타츠코 역
- 아내의 마음 (1956년)
- 코코 니 이즈미 아리 (1955년)
- 내 모든 것을 (1954년)
- 만국 (1954년)
- 푸른 혁명 (1953년)
- 애인 (1953년)
- 다리가 불편한 여자 (1952년)
- 럭키맨 (1952년)
- 젊은이 (1952년)
- 오하루의 일생 (1952년)
- 결혼 행진곡 (1951년)
- 내 사랑은 불탄다 (1949년)
- 밤의 여인들 (1948년)
- 필승가 (1945년)
- 말 (1941년)
- 여자의 마을 (1940년)